# Deutscher Schachverband in der Tschechoslowakei
Der Deutsche Schachverband in der Tschechoslowakei war ein von 1921 bis 1939 eigenständiger und ab 1939 im Großdeutschen Schachbund als Landesverband eingegliederter Schachverband der Deutschen im Sudetenland. Nach dem Zweiten Weltkrieg wurde er mit der Vertreibung der Sudetendeutschen aufgelöst.

## Vorgeschichte
Seit dem 12. Jahrhundert waren Deutsche ins damals dünn besiedelte Sudetenland gekommen, um es auf Einladung böhmischer Herrscher zu besiedeln. 1620 führte der Sieg der katholischen Seite in der Schlacht am Weißen Berg zur Rekatholisierung und zur Durchsetzung des Absolutismus in den österreichischen und böhmischen Ländern.
Im Café Regnehmer wurde 1866 der Prager Schachclub gegründet, weitere deutsche Vereine entstanden, doch erst achtzehn Jahre später folgte erstmals ein tschechischer Verein. Die Gründung eines Vereins in Karlsbad 1899 durch Viktor Tietz führte nur wenige Jahre später zum Karlsbader Schachturnier. 1905 wurde der tschechische Schachverband gegründet, der regelmäßig eigene Meisterschaften ausrichtete, jedoch nahmen Deutsche und Tschechen gegenseitig an Turnieren teil.
Nach der Entstehung der Tschechoslowakei 1918 wurden die Sudetendeutschen am 10. September 1919 durch den Vertrag von Saint-Germain dem neuen Staat zugeteilt, in dem sie nun die Minderheit bildeten. Um ihrer öffentlichen Verdrängung entgegenzuwirken, gründeten sie eigene Interessenverbände.

## Von der Gründung bis zur Auflösung
Am 27. März 1921 wurde in Aussig der Deutsche Schachverband in der Tschechoslowakei gegründet und Viktor Tietz zum Präsidenten gewählt. Ihm folgte von 1931 bis 1938 der Landgerichtsrat Josef Schindler. Nach der Eingliederung in den Großdeutschen Schachbund 1938 wurde Franz Herzog und ab 1941 Karl König zum Vereinsführer. Offizielles Verkündungsorgan war von 1935 bis 1938 das Sudetendeutsche Schachecho.
Die sieben Gründungsvereine wuchsen bereits im Folgejahr auf 25 Mitgliedsvereine. 1938 gehörten dem Verband 70 Vereine und über 1.000 Einzelmitglieder an. Von 1922 bis 1938 fanden bei Kongressen jährlich Meisterschaftsturniere statt, nach der Eingliederung in den Großdeutschen Schachbund gelang nur noch 1941 ein Kongress. 1922, 1933 und 1934 wurden zeitgleich internationale Turniere veranstaltet.
1925 vermachte Josef Lerch dem Verband seine mehr als tausend Bände umfassende Schachbibliothek, die in der Aussiger Stadtbücherei unterkam.
Nach dem Sieg von Konrad Henleins Sudetendeutscher Partei bei den Parlamentswahlen 1935 bemühte sich dieser um den Anschluss an das seit 1933 von den Nationalsozialisten regierte Deutschland. Beim Kongress des Deutschen Schachverbandes in Gablonz 1938 wurde ein Antrag auf die Eingliederung des Schachverbands in Henleins Bewegung begeistert angenommen, in der Folge wurde er zu einem Landesverband des Großdeutschen Schachbunds.
Nachdem das nationalsozialistische Deutschland 1938 das Sudetenland erhalten hatte, kam es zu einschneidenden Veränderungen: Die 50.000 Juden im Sudetenland verloren ihre Heimat, Anfang November 1938 gingen die ungarischen und polnischen Gebiete der Tschechoslowakei an die entsprechenden Länder. Am 15. März 1939 begann die nationalsozialistische Besetzung des verbleibenden Böhmen und Mähren, anschließend wurde es zum Reichsprotektorat ernannt. Durch Gauleiter Henlein gelang noch 1941 ein Kongress des Deutschen Schachverbandes.
Nach dem Ende des Zweiten Weltkriegs ging das Sudetenland unmittelbar wieder an die Tschechoslowakei über. Bis Dezember 1946 mussten die 2,8 Millionen Sudetendeutschen das Land entschädigungslos verlassen. Dies bedeutete auch das Ende des Deutschen Schachverbands in der Tschechoslowakei, dessen Büchersammlung in Aussig geplündert wurde.

## Kongresse

### Meisterschaftsturniere
| Jahr | Gastgeber          | Turniersieger                   |
| ---- | ------------------ | ------------------------------- |
| 1922 | Teplitz-Schönau    | Hans Thanhofer                  |
| 1923 | Aussig             | Karl Gilg                       |
| 1924 | Karbitz            | Karl Gilg                       |
| 1925 | Braunau            | Josef Lokvenc / Karl Gilg       |
| 1926 | Reichenberg        | Rudolf Bauer                    |
| 1927 | Eger               | Ernst Zimmer                    |
| 1928 | Mährisch-Schönberg | Karl Gilg                       |
| 1929 | Grulich            | Salo Flohr                      |
| 1930 | Bilin              | Heinz Josef Foerder             |
| 1931 | Brünn              | Salo Flohr                      |
| 1932 | Schluckenau        | Heinz Josef Foerder / Karl Gilg |
| 1933 | Mährisch-Ostrau    | Ernst Klein                     |
| 1934 | Bad Liebwerda      | G. Reiter / J. Tomy             |
| 1935 | Konstantinsbad     | Karl Gilg                       |
| 1936 | Reichenberg        | Friedrich Sämisch               |
| 1937 | Teplitz-Schönau    | Karl Gilg                       |
| 1938 | Gablonz            | Karl Gilg                       |
| 1941 | Reichenberg        | Josef Althoff                   |

### Internationale Turniere
| Jahr | Gastgeber       | Turniersieger                   |
| ---- | --------------- | ------------------------------- |
| 1922 | Teplitz-Schönau | Richard Réti / Rudolf Spielmann |
| 1933 | Mährisch-Ostrau | Ernst Grünfeld                  |
| 1934 | Bad Liebwerda   | Salo Flohr                      |